# Amos Biwott
Amos Biwott   (Distrit Nandi, 8 de setembre de 1947) fou un atleta kenyià de 3000 m obstacles.
Nascut a Nandi, Kenya, Amos Biwott fou el primer de la llarga llista de corredors kenyans de 3000 metres obstacles que destacà, des de la seva sorprenent victòria als Jocs Olímpics de Ciutat de Mèxic, i pioner del domini dels negres africans a les proves de llarga distància en l'atletisme.
Biwott no havia corregut massa curses d'obstacles abans dels Jocs, només tres, i la seva tècnica no era gaire depurada, amb un estil rústic i còmic de saltar les tanques. Fou el primer atleta que no posà un peu sobre la tanca en saltar-la, fent-ho d'un sol impuls. Fou l'únic corredor que no es mullà els peus en saltar la bassa, tant en la ronda de classificació com a la final, la qual guanyà per 0.6 segons d'avantatge davant el seu compatriota Benjamin Kogo.
Posteriorment la seva carrera no fou tan brillant. Fou tercer als Jocs de la Commonwealth de 1970, sisè als Jocs Olímpics de 1972 i vuitè als Jocs de la Commonwealth de 1974. Després va treballar per al servei de presons de Kenya fins al 1978, quan va ser processat per robatori. Posteriorment va treballar com a vigilant en un estadi.
Es casà amb Cherono Maiyo, qui competí als Jocs Olímpics d'Estiu de 1972, una de les primeres dones kenyanes en participar en uns Jocs. Es casà el 1973 i tingué cinc fills.

## Millors temps
- 3.000 metres obstacles. 8' 23.6" (1972)[3]